# Đulovac
Đulovac (njemački: Wercke; mađarski: Gjulaves, Gyula u srednjem vijeku) mjesto je i središte općine u Hrvatskoj.

## Zemljopis
Đulovac se nalazi u Zapadnoj Slavoniji. Na području općine prostiru se južni obronci Bilogore i zapadni obronci Papuka. Teče rijeka Ilova, ima mnogo vodotoka i izvora. Velike površine su pod šumom. Najčešće vrste su: obična bukva, hrast kitnjak, obični grab, bagrem i crna joha. Nema industrijskih postrojenja pa su okoliš i zrak čisti.

## Stanovništvo
Do popisa 1991. godine, mjesto Đulovac zvalo se Miokovićevo, a područje današnje općine Đulovac bilo je u sastavu bivše općine Daruvar. Po popisu stanovništva iz 2001. godine, općina Đulovac imala je 3640 stanovnika (Hrvati 2.893, Srbi 580, Česi 34, ostali 133.), koji su raspoređeni u 29 naselja:
- Bastajski Brđani – 2
- Batinjani – 273
- Batinjska Rijeka – 15
- Borova Kosa – 99
- Dobra Kuća – 19
- Donja Vrijeska – 121
- Donje Cjepidlake – 10
- Đulovac – 915
- Gornja Vrijeska – 31
- Gornje Cjepidlake – 60
- Katinac – 166
- Koreničani – 317
- Kravljak – 36
- Mala Babina Gora – 42
- Mala Klisa – 5
- Mali Bastaji – 129
- Mali Miletinac – 25
- Maslenjača – 212
- Nova Krivaja – 110
- Potočani – 47
- Puklica – 155
- Removac – 34
- Stara Krivaja – 0
- Škodinovac – 14
- Velika Babina Gora – 94
- Velika Klisa – 11
- Veliki Bastaji – 538
- Veliki Miletinac – 57
- Vukovije – 103

### Đulovac (naseljeno mjesto)
- 2001. – 915
- 1991. – 646 (Hrvati – 285, Srbi – 260, Jugoslaveni – 48, ostali – 53)
- 1981. – 541 (Srbi – 201, Hrvati – 200, Jugoslaveni – 118, ostali – 22)
- 1971. – 563 (Srbi – 271, Hrvati – 254, Jugoslaveni – 7, ostali – 31)

| broj stanovnika | 4065  | 5009  | 5236  | 7814  | 9040  | 10882 | 10372 | 11410 | 8073  | 8441  | 8336  | 7166  | 5551  | 4696  | 3640  | 3245  | 2772  |
|                 | 1857. | 1869. | 1880. | 1890. | 1900. | 1910. | 1921. | 1931. | 1948. | 1953. | 1961. | 1971. | 1981. | 1991. | 2001. | 2011. | 2021. |

| broj stanovnika |       | 202   | 307   | 713   | 700   | 717   | 741   | 916   | 491   | 564   | 755   | 774   | 756   | 646   | 915   | 957   | 801   |
|                 | 1857. | 1869. | 1880. | 1890. | 1900. | 1910. | 1921. | 1931. | 1948. | 1953. | 1961. | 1971. | 1981. | 1991. | 2001. | 2011. | 2021. |

## Uprava
Načelnik je Anđelko Kolić. Dan općine je na blagdan Duhova.

## Povijest
Ovaj kraj bio je slabo naseljen u prošlosti. Krajem 6. i početkom 7. stoljeća naselili su se Slaveni. O tome svjedoče srednjovjekovni lokaliteti. U 17. stoljeću dogodila se turska okupacija. Turci su naselili Srbe po selima. Uglavnom su se bavili stočarstvom. Nakon protjerivanja Turaka, na ovo područje dolazi plemićka obitelj Janković, koja poziva na naseljavanje opustjelih sela. Pozivu se odazivaju Česi, Austrijanci, Nijemci, Mađari. Đulovac je nastao 1852. pod nazivom Gjulaves, gdje su se nastanile njemačke i mađarske obrtničke obitelji. Ovim krajem prošla je željeznička pruga od mađarskog grada Barča do Daruvara, 1885. Par godina kasnije otvorena je pilana. Sjekle su se šume u velikim količinima i izvozilo drvo. Između dva rata Đulovac dobiva ime po Dr. Dušanu Miokoviću, Đulovcu je promijenjeno ime u Miokovićevo, koje je bilo do 1990., otkada se mjesto ponovno zove Đulovac. 
Za vrijeme Domovinskog rata, vođene su borbe. Mjesto je bilo pod srpskom vlašću, uništena je katolička crkva, ubijeno je na desetke civila. Dana 12. prosinca 1991., 127. virovitička brigada počela je s borbenim djelovanjem duž crte obrane s ciljem oslobađanja okupiranih sela na smjeru Slavonska Pivnica – Đulovac i na smjeru Jasenaš – Đulovac. Oslobodila je kotu Budim, sela Kornaš, Staru Krivaju i Veliku Klisu. Neprijatelj je potisnut prema Papuku i selu Đulovac. Nadalje, 15. prosinca 127. virovitička brigada oslobađa sela Donje i Gornje Cjepidlake, Đulovac i Nova Krivaju, te se u selu Katinac spaja s hrvatskim snagama koje napreduju iz smjera Daruvara i Grubišnog Polja. Sljedeće godine, dopuštenjem hrvatskih vlasti, doselili su Hrvati s Kosova iz Letnice i Janjeva.

## Gospodarstvo
Đulovac je mala nerazvijena općina, mjesto samo kao i sela koja su u općini Đulovac.
Najznačajniji gospodarski subjekti su vinogradi Badel-1862, s oko 150 ha vinograda, uglavnom graševine te nešto rajnskog rizlinga i chardonea. Treba spomenuti Hrvatske šume koje gospodare šumama Papuka i Bilogore, te koji su značajan proizvođač drvene mase. Nakon Domovinskog rata ugašen je pogon GAJ Slatina koji je proizvodio sirovinu za namještaj, potom voćarsku i povrtlasku drvenu ambalažu (gajbe). Valja napomenuti da je u tim pogonima radilo nekada i 300-tinjak radnika, a nakon Domovinskog rata i do 100 zaposlenika. Na području Đulovca je radio kamenolom koji je isto tako zatvoren. U novije vrijeme se pojavljuju obiteljska poljoprivredna gospodarstva, nekoliko malih privatnih tvrtki. 
Svakako treba spomenuti projekt izgradnje bio elektrane koji bi trebao zaživjeti ove dane.

## Obrazovanje
- OŠ Đulovac

## Šport
- NK Tomislav Đulovac (nogomet)

## Vanjske poveznice
- Stranica Općine Đulovac